# Xian de Shiping
Le xian de Shiping (石屏县 ; pinyin : Shípíng Xiàn) est un district administratif de la province du Yunnan en Chine. Il est placé sous la juridiction de la préfecture autonome hani et yi de Honghe.

## Démographie
La population du district était de 282 528 habitants en 1999.